# Pitcairnia wendtiae
Pitcairnia wendtiae är en gräsväxtart som beskrevs av Tatagiba och Bruno Rezende Silva. Pitcairnia wendtiae ingår i släktet Pitcairnia och familjen Bromeliaceae. Inga underarter finns listade i Catalogue of Life.